# Société des prêtres de Saint Joseph Benoît Cottolengo
La société des prêtres de Saint Joseph Benoît Cottolengo (en latin : Societas presbyterorum Sancti Ioseph Benedicti Cottolengo) est une société de vie apostolique de droit pontifical fondé en 1839 pour les besoins de soins pastoraux de la Piccola Casa della Divina Provvidenza.

## Historique
La société vient de la Piccola Casa della Divina Provvidenza ouverte à Turin par le prêtre italien Joseph-Benoît Cottolengo le 27 avril 1832 pour accueillir et aider les malades, les mendiants et les marginaux, en 1839, Cottolengo fonde une société de prêtres sans vœux avec vie commune pour la pastorale des Frères de saint-Joseph-Benoît Cottolengo, des sœurs et le besoin de soins pastoraux de la petite maison de la divine providence. Le Saint-Siège reconnaît la société le 29 avril 1969. 
François Paleari, membre de cette congrégation, est béatifié en 2011.

## Activité et diffusion
Ils sont présents en :
- Europe : Italie, Suisse.
- Amérique : Équateur, États-Unis.
- Afrique : Kenya, Tanzanie.
- Asie : Inde.

Au 31 décembre 2005, la société comptait 57 membres dont 44 prêtres.